# Красная книга Курганской области
Красная книга Курганской области — официальный документ, содержащий аннотированный список редких и находящихся под угрозой исчезновения животных, растений и грибов Курганской области, сведения о их состоянии и распространении, а также необходимых мерах охраны.
Учреждена Постановлением Администрации Курганской области № 614 от 5 ноября 1999 года «О Красной книге Курганской области» на основании Закона Курганской области № 162 от 2 октября 1998 года. Первое издание опубликовано в 2002 году.

## Издание
В первое издание Красной книги Курганской области, вышедшее в 2002 году включены 191 вид растений, 68 видов насекомых, 4 вида костных рыб (нельма, сазан, сибирский голец, сибирская щиповка), 6 — земноводных (сибирский углозуб, зелёная жаба, обыкновенная жаба, озёрная лягушка, сибирская лягушка, травяная лягушка), 1 — пресмыкающихся (обыкновенная медянка), 46 — птиц и 9 видов млекопитающих.
Категории охраны видов, включённых в Красную книгу Курганской области имеют следующие обозначения:
0 — вероятно исчезнувшие
1 — находящиеся под угрозой исчезновения
2 — сокращающиеся в численности (уязвимые)
3 — редкие виды
4 — виды неопределённого статуса
5 — восстанавливаемые и восстанавливающиеся виды
В 2012 году опубликовано второе издание. В раздел, посвященный животным, второго издания Красной книги Курганской области включены 16 представителей млекопитающих, 48 — птиц, 2 — пресмыкающихся, 7 — земноводных, 3 — костных рыб, 72 — насекомых и 4 — паукообразных. Разделы Красной книги Курганской области, посвященные растениям, грибам и лишайникам, включают описания 204 таксонов и гибридов.